# Ib Madsen
Ib Henning Madsen (né le 12 avril 1942 à Copenhague) est un mathématicien danois, professeur de mathématiques à l'université de Copenhague. Il est connu pour avoir prouvé, avec Michael Weiss, la conjecture de Mumford sur la cohomologie du mapping class group stable et avoir développé la théorie de l'homologie cyclique topologique.

## Carrière
Madsen a obtenu un diplôme de candidat à l'université de Copenhague en 1965 et un Ph. D.  à l'université de Chicago en 1970 sous la direction de J. Peter May, avec une thèse intitulée On the Action of the Dyer-Lashof Algebra in {\displaystyle H_{3}^{*}(G)} and {\displaystyle H^{*}(G/TOP)}. En 1971, il est nommé professeur assisant à l'université d'Aarhus et titulaire en 1983 et il y  reste jusqu'en 2008, date à laquelle il a part pour à Copenhague,. Il a été professeur invité à l'université de Chicago (tous les ans de 1979 à 1985), a l'université Stanford (tous les ans de 1995 à 2005) à l'Institute for Advanced Study (1986/87) et à l'université de Princeton.
Ses étudiants de doctorat comprennent Søren Galatius et Lars Hesselholt.

## Recherche
Madsen a travaillé entre autres sur le problème de l'espace sphérique (quels sont les groupes finis qui opèrent librement sur une sphère). Avec C. Thomas et C. T. C. Wall, il a donné des critères nécessaires et suffisants pour caractériser ces groupes. Plus tard, il a travaillé sur la topologie des espaces de modulaires (par exemple les surfaces de Riemann ou les faisceaux holomorphes sur de telles surfaces de Riemann), qu'il a étudié avec des méthodes de topologie algébrique. Avec Michael Weiss, il a réussi (en s'appuyant sur les travaux d'Ulrike Tillmann) à prouver la conjecture de Mumford (de) de 2004 sur la structure algébrique de la cohomologie de l'espace de modules stables des surfaces de Riemann (ou de la stabilité homologique (en) des difféotopies).
Avec M. Bökstedt, W. C. Hsiang et T. Goodwillie, il a introduit des méthodes topologiques de trace en K-théorie algébrique qu'il a développées avec son élève Lars Hesselholt.

## Récompenses et honneurs
Sociétés savantes
Madsen est élu membre de l'Académie royale danoise des sciences et des lettres en 1978, membre étranger de l'Académie royale suédoise des sciences en 1998,, et membre étranger de la Société royale des lettres et des sciences de Norvège en 2000. En 2012, il est élu membre de l'American Mathematical Society. En 2015, Madsen a été élu à l'Academia Europaea. De 1996 à 2000, il a été membre du conseil scientifique du Max-Planck-Institut für Mathematik à Bonn. En 1997, il a présidé le comité national danois pour les mathématiques, dont il a été membre de 1995 à 2006. De 1998 à 2000, il a été éditeur d'Acta Mathematica.
Prix
En 1992, il a reçu le prix de recherche Humboldt. En 2011, il est lauréat du prix Ostrowski « pour ses réalisations exceptionnelles en mathématiques pures ».
En 1978, il est conférencier invité au Congrès international de mathématiques  à Helsinki (Spherical Space Forms) et il a donné une conférence plénière au Congrès international de mathématiques de Madrid en 2006 (Moduli spaces from a topological viewpoint). En 2004, il a été conférencier invité au 4e congrès européen de mathématiques avec Michael Weiss (The stable mapping class group and stable homotopy) et en 1992, conférencier invité au congrès européen de mathématiques à Paris (The cyclotomic trace in algebraic K-theory). En 2012, il a reçu le Prix Ostrowski.

## Publications
- 1979 : Ib Madsen et R. James Milgram, Classifying spaces for surgery and cobordism of manifolds, Princeton University Press, coll. « Annals of Mathematics Studies » (no 92), 1979 (ISBN 0-691-08225-1).
- 1980 : « Spherical space forms », dans Olli Lehto (éditeur), Proceedings of the International Congress of Mathematicians, Helsinki 1978, vol. 1, Helsinki, Academia Scientiarum Fennica, 1980, p. 475–479.
- 1993 : Marcel Bökstedt, Wu-Chung Hsiang et Ib Madsen, « The cyclotomic trace and algebraic {\displaystyle K}-theory of spaces », Inventiones Mathematicae, vol. 111, no 3,‎ 1993, p. 465–539 (lire en ligne)
- 1996 : Marcel Bökstedt, Gunnar E. Carlsson, Ralph L. Cohen, Thomas Gehret Goodwillie, Wu-Chung Hsiang et Ib Madsen, « On the algebraic K-theory of simply connected spaces », Duke Math. J., vol. 84, no 3,‎ 1996, = 541-563 (DOI 10.1215/S0012-7094-96-08417-3).
- 1997 : Ib Madsen et Jørgen Tornehave, From Calculus to Cohomology : De Rham Cohomology and Characteristic Classes, Cambridge University Press, 1997, 296 p. (ISBN 9780521589567).
- 2003 : Lars Hesselholt et Ib Madsen, « On the {\displaystyle K}-theory of local fields », Annals of Mathematics (2), vol. 158, no 1,‎ 2003, p. 1–113
- 2007 : Ib Madsen et Michael Weiss, « The stable moduli space of Riemann surfaces: Mumford's conjecture », Annals of Mathematics (2), vol. 165, no 3,‎ 2007, p. 843–941 (DOI 10.4007/annals.2007.165.843, MR 2335797)
- 2009 : Søren Galatius, Ulrike Tillmann, Ib Madsen et Michael Weiss, « The homotopy type of the cobordism category », Acta Mathematica, vol. 202, no 2,‎ 2009, p. 195–239 (DOI 10.1007/s11511-009-0036-9, MR 2506750)